# Sakkara
Sakkara (‏سقارة,‎ wymowa egipska [sɑʔˈʔɑːɾɑ]) – miejscowość w Egipcie położona na południe od Kairu i na zachód od Memfis. Nazwa pochodzi od Sokara (Sokarisa), bóstwa opiekującego się nekropolią. 
W Sakkarze znajduje się starożytna nekropolia nad miejscem pochówku królów najstarszych dynastii i dostojników państwowych. Możliwe, że na jej terenie pochowany był pierwszy znany król Egiptu Narmer. 
Najsłynniejszym zabytkiem jest piramida Dżesera. Na terenie cmentarzyska znajdują się także pierwsze mastaby (z czasów króla Aha, Ka’a, Dżeta) oraz Serapeum. W piramidach: Unisa, Pepiego I, Pepiego II, Tetiego i Merenre I zostały odnalezione tzw. Teksty Piramid – zdobiący ściany zbiór hieroglificznych inskrypcji, opisujący podróże faraona po zaświatach i metamorfozy jego ducha. W grobowcu dostojnika imieniem Czenery w 1861 r. odnaleziona została słynna Tablica z Sakkary, zawierająca spis imion władców  Egiptu od Anedżiba z I dynastii do Ramzesa II (z pominięciem Okresów Przejściowych). 
W okresie koptyjskim mieścił się tu klasztor Św. Jeremiasza. Na zachód od piramidy Dżesera prowadzi badania Polsko-Egipska Misja Archeologiczna, kierowana do 2016 roku przez prof. Karola Myśliwca, następnie przez dr. hab. Kamila Kuraszkiewicza.
W 1979 nekropolia została wpisana na Listę światowego dziedzictwa UNESCO.